# Charles-Victor Normand
Pour les articles homonymes, voir Charles Normand.
Charles-Victor Normand, dit Charles Normand fils ou Normand fils, né le 24 mars 1814 à Paris où il meurt le 20 avril 1895, est un graveur français.

## Biographie
Né le 24 mars 1814 à Paris, Charles-Victor Normand est probablement apparenté à  l'architecte et graveur Charles-Pierre-Joseph Normand (1765-1840), dont il a gravé le portrait en 1853. Il est admis aux Beaux-Arts de Paris le 2 avril 1834 , dans les ateliers de Martin Drolling, Théodore Richomme et Claude-Marie-François Dien. Lauréat du premier grand prix de Rome de gravure en taille douce en 1838, il expose au Salon de 1843 à 1861.
Il est essentiellement un graveur de portraits.
Il meurt le 20 avril 1895 dans le 9e arrondissement de Paris.

Œuvres de Charles-Victor Normand
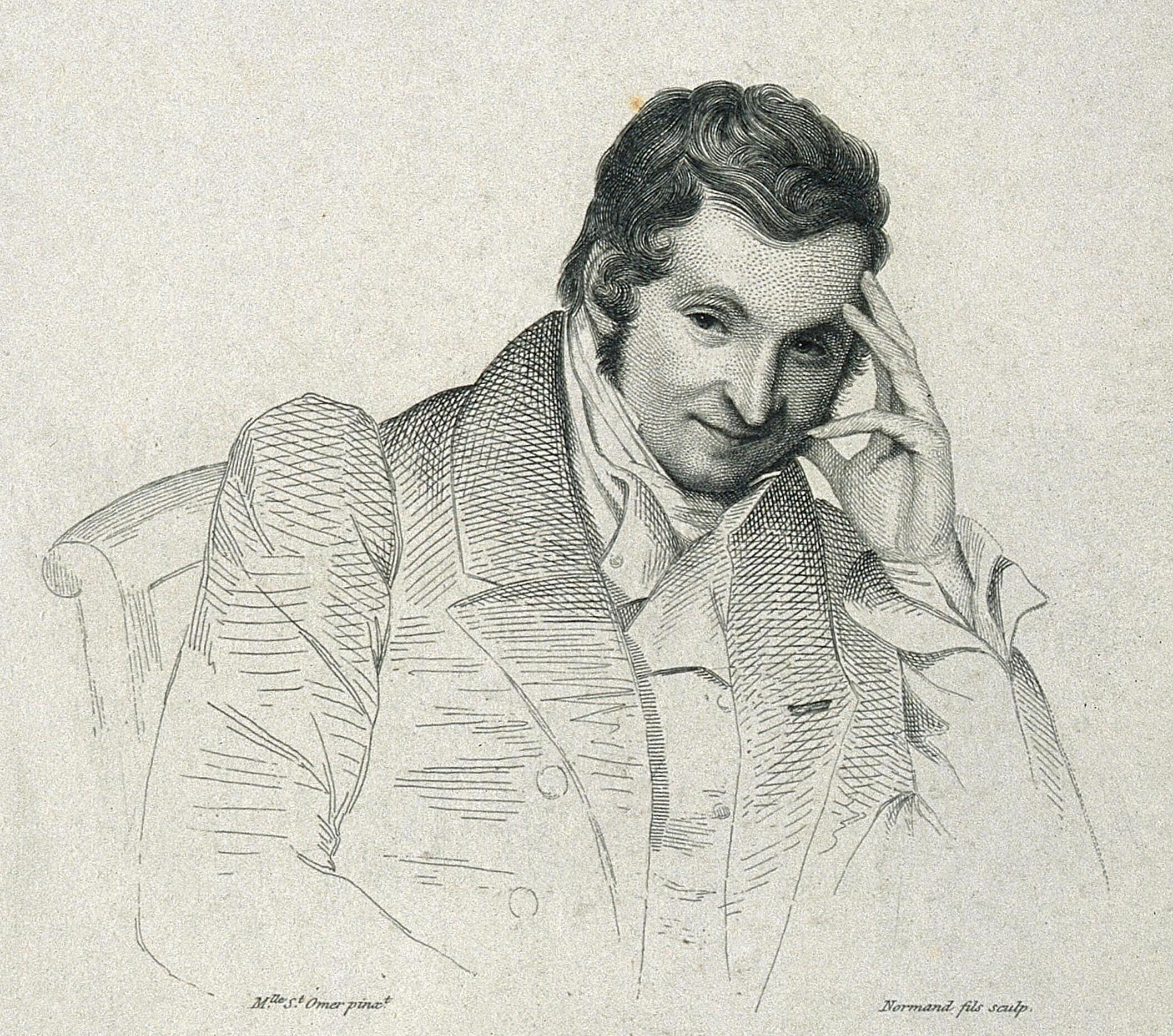
Portrait du docteur Pierre-Marcel Gaubert (1843), gravure d'après Augustine Cochet de Saint-Omer.
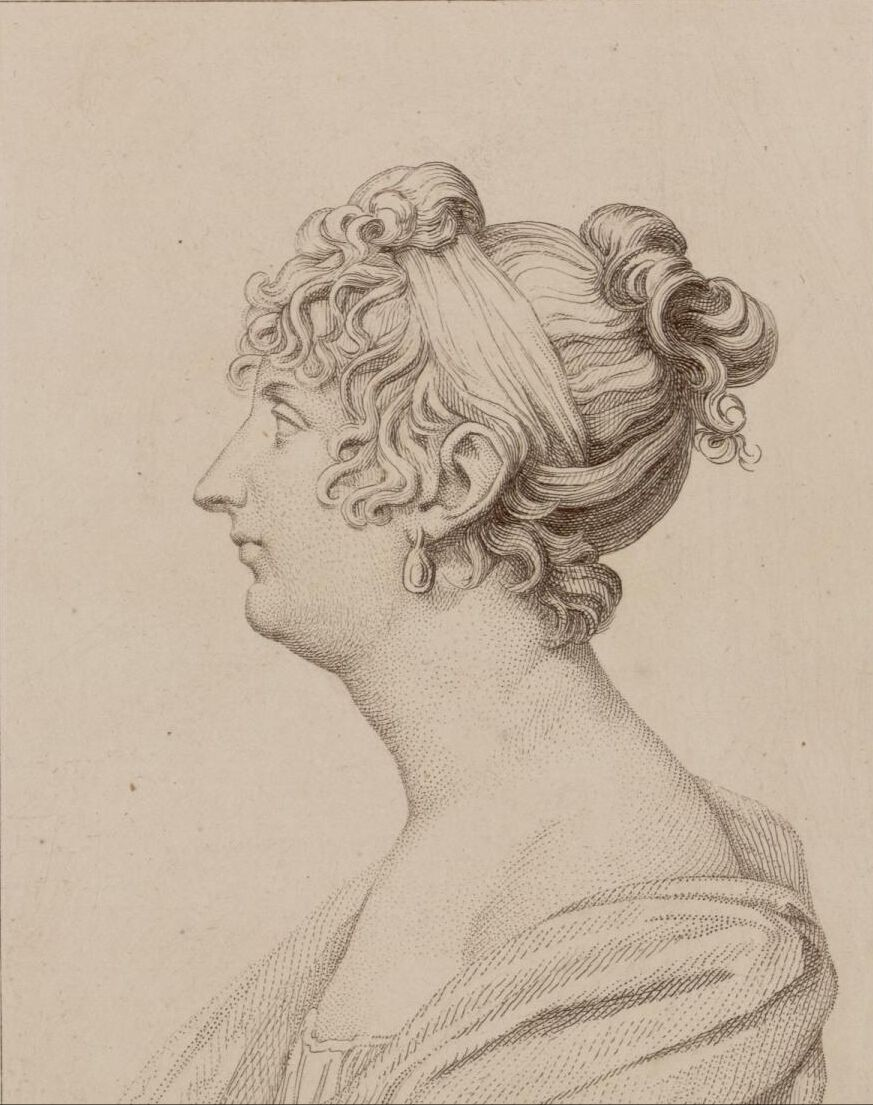
Mlle Mézeray (vers 1850), burin.
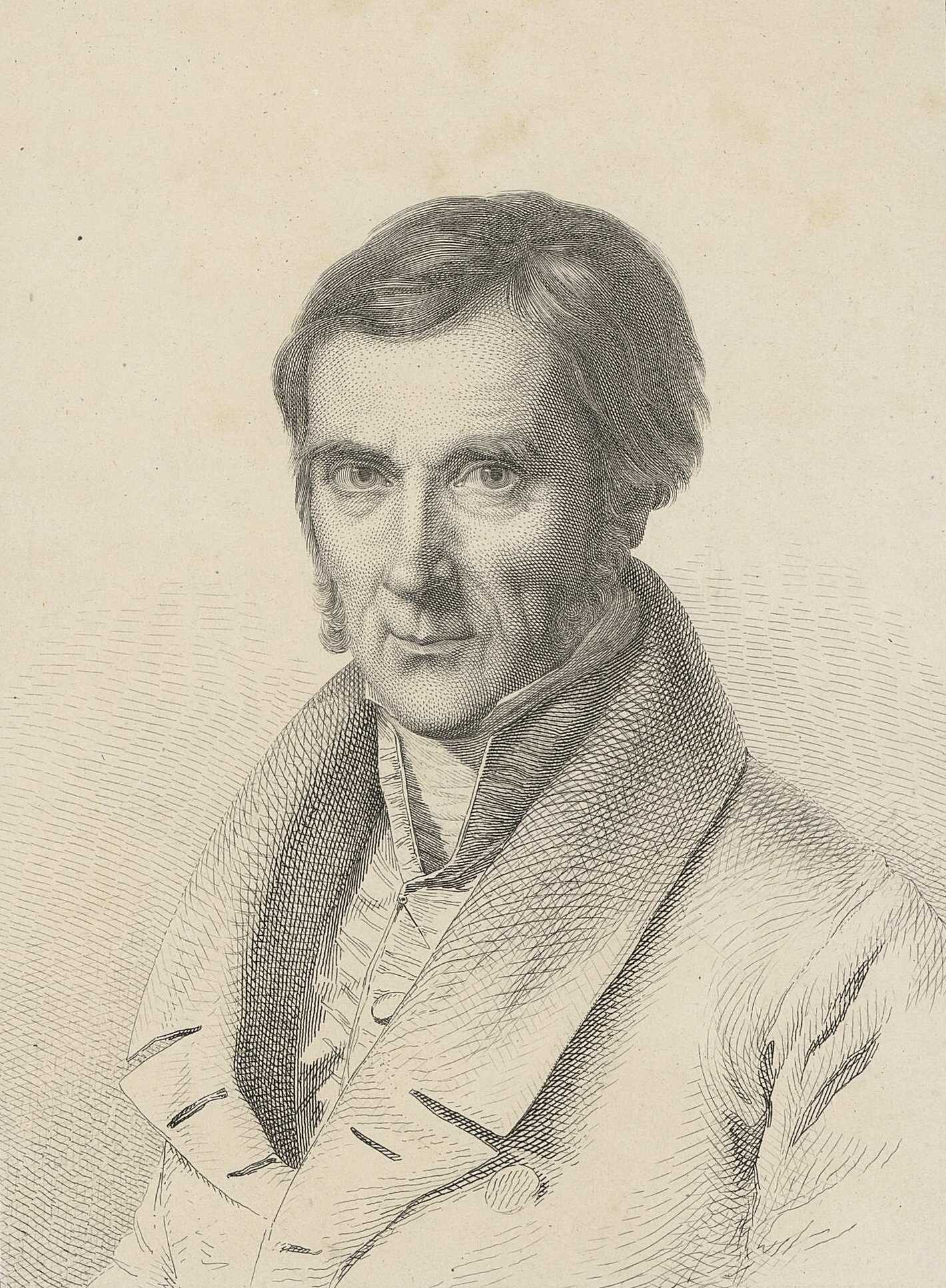
Portrait de Charles Normand (1853), burin d'après Julie Ribault.
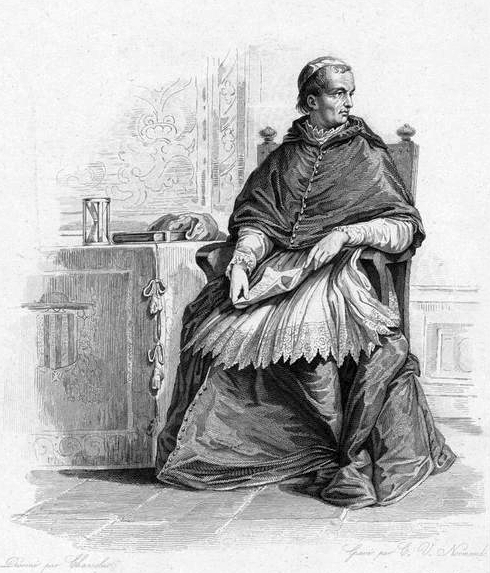
Le Cardinal Georges d'Amboise, gravure d'après Charles-Abraham Chasselat.